# Haut conseil de sécurité
Pour les articles homonymes, voir HCS.
Le Haut conseil de sécurité (HCS) est une instance consultative algérienne. Elle est « chargée de donner au président de la République des avis sur toutes les questions relatives à la sécurité nationale », selon la Constitution.

## Composition
Le HCS est instauré par la constitution de 1976 par son article 125. Ses modalités de fonctionnement ont été décrétées en 1980 comme étant composé du président de l'Assemblée nationale, du coordinateur du parti (unique à l'époque), du Premier ministre, du ministre de la Défense nationale ou son représentant, du ministre des Affaires étrangères et du ministre de l'Intérieur.
Il est modifié en 1984 pour modifier sa composition, le coordonnateur du FLN est remplacé par le responsable du secrétariat permanent du comité central du même parti. Et le ministre de la Défense est remplacé par le secrétaire général du ministère de la Défense s'ajoutent, le ministre de la Justice, le ministre de l'Information, le membre du secrétariat permanent du comité central du FLN chargé des Relations extérieures ainsi que le secrétaire permanent du Haut conseil de sécurité.
Il est modifié une nouvelle fois en 1989 et voit la disparition de toute référence au parti après l'instauration du multipartisme ainsi que le ministre de l'information. C'est désormais le chef d'État Major de l'Armée qui représente la Défense. S'ajoute aussi le ministre de l'Économie.
L'article 208 de la constitution algérienne de 2020, stipule que le HCS est présidé par le président de la République et que ce dernier détermine les modalités de son organisation et de son fonctionnement, sans préciser sa composition.
Le décret présidentiel n° 21-539 du 26 décembre 2021, fixe la composition du Haut conseil de sécurité, présidé par le président de la République, comme suit :
- le Premier ministre ou le chef du Gouvernement, selon le cas ;
- le directeur de cabinet de la Présidence de la République ;
- le ministre de la Défense nationale ;
- le ministre chargé de l’Intérieur ;
- le ministre chargé des Affaires étrangères ;
- le ministre de la Justice, garde des sceaux ;
- le chef d’Etat-major de l’Armée Nationale Populaire ;
- le commandant de la gendarmerie nationale ;
- le directeur général de la sûreté nationale ;
- le directeur général de la documentation et la sécurité extérieure ;
- le directeur général de la sécurité intérieure ;
- le directeur général de la lutte contre la subversion ;
- le directeur central de la sécurité de l’Armée.

Le président de la République peut, en fonction de l’ordre du jour, inviter à prendre part aux réunions du Haut conseil de sécurité : 
- d’autres membres du Gouvernement ou des responsables d’organismes publics ;
- des experts et des compétences, pour fournir, à titre consultatif, des informations ou des éléments d’appréciation ou une évaluation juridique, technique ou autre sur un ou des points à l’ordre du jour, en vue d’éclairer les travaux du Haut conseil de sécurité.

## Historique des réunions du HCS

### Proclamation de l'état de siège en 1991
En 1991, à la suite des grèves insurrectionnelles orchestrées par le leader du FIS, Abbassi Madani, en réaction à la loi électorale adoptée par les autorités algériennes, le président Chadli Bendjedid prend la décision de convoquer le Haut Conseil de Sécurité et de déclarer l'état de siège.

### Session du 14 janvier 1992
Le HCS s'est réuni du 12 au 14 janvier 1992, en réponse à la démission de Chadli Bendjedid de la présidence de la République, afin de mettre en place le Haut Comité d'État. Ce dernier était alors constitué de Sid Ahmed Ghozali, Premier ministre et ministre de l'Économie, Khaled Nezzar, ministre de la Défense nationale, Larbi Belkheir, ministre de l'Intérieur, Hamdani Benkhelil, ministre de la Justice, Lakhdar Brahimi, ministre des Affaires étrangères, et Abdelmalek Guenaizia, chef d'État-Major de l'armée. Le 12 janvier, le conseil a émis la déclaration suivante :
« Convoqué en session immédiate, le Haut conseil de sécurité, après avoir pris acte de l’état de vide constitutionnel résultant de la conjonction de vacance de la présidence de la République par démission et de l’Assemblée populaire nationale par dissolution, a constaté l’impossibilité de la poursuite du processus électoral et décidé de siéger sans discontinuité ».
Le 14 janvier 1992, une proclamation relative à l'établissement du Haut Comité d'État a été publiée au Journal Officiel, signée par les membres du Haut Conseil de Sécurité.

### Session du 9 février 1992
Le 9 février 1992, à la suite de la convocation du Haut conseil de sécurité, le président du Haut comité d’État, Mohamed Boudiaf, a proclamé l'état d'urgence pour une période de douze mois, s'appliquant à l'ensemble du territoire algérien.

### Session du 19 décembre 1993
Le 19 décembre 1993, le Haut Conseil de Sécurité s'est réuni, rassemblant des figures telles qu'Ali Kafi, président du Haut Comité d'État, Redha Malek, chef du gouvernement, Liamine Zéroual, ministre de la Défense nationale, Mohamed Salah Dembri, ministre des Affaires étrangères, Salim Saadi, ministre de l'Intérieur, Mohamed Teguia, ministre de la Justice, Mourad Benachenhou, ministre de l'Économie, ainsi que Mohamed Lamari, chef d'État-Major de l'armée.
Conscient que le Haut Comité d'Etat ne pourrait prolonger son mandat au-delà de l'échéance présidentielle des élections de 1988, qui se termine le 27 décembre 1993, le conseil a décidé de prolonger sa mission jusqu'au 31 janvier 1994. Ce mandat prendra fin dès que la nouvelle instance présidentielle, issue de la conférence nationale prévue les 25 et 26 janvier 1994, prêtera serment.

### Session du 30 janvier 1994
Le Haut Conseil de Sécurité s'est réuni le 30 janvier 1994, regroupant les mêmes membres présents lors de la séance du 19 décembre 1993.
À la suite de la diffusion de la plateforme établissant un consensus national concernant la période de transition, et en particulier l'article 6 stipulant que la présidence de l'État est confiée à un président désigné par le Haut Comité de sécurité, le HCS déclare que Liamine Zeroual est nommé en tant que président de l'État.

### Session du 31 janvier 2011
Le Haut Conseil de Sécurité s'est réuni pour la première fois le 31 janvier 2011, marquant un moment significatif depuis l'arrivée d'Abdelaziz Bouteflika à la présidence. Parmi les participants figuraient le ministre délégué à la Défense nationale, Abdelmalek Guenaizia, le Premier ministre Ahmed Ouyahia, le ministre des Affaires étrangères Mourad Medelci, le ministre de l'Intérieur Dahou Ould Kablia, le ministre de la Justice Tayeb Belaiz, ainsi que le chef d'État-Major de l'armée, Ahmed Gaïd Salah.
À la suite des événements tumultueux en Tunisie et à la chute de l'ancien président tunisien Ben Ali, des manifestations ont éclaté à Alger à partir du 12 janvier 2011. Trois semaines après cette réunion du HCS, l'état d'urgence, instauré le 29 février 1992, a été officiellement levé le 24 février 2011, mettant fin à près de 19 années de restrictions,.

### Durant la présidence d'Abdelmadjid Tebboune
Contrairement aux chefs d'État passés, Abdelmadjid Tebboune convoque fréquemment, depuis son accession à la présidence de la République le 19 décembre 2019, le Haut conseil de sécurité.
Le 26 décembre 2019, le président Abdelmadjid Tebboune préside une réunion du Haut conseil de sécurité, où « la situation dans la région, notamment au niveau des frontières avec la Libye et le Mali » est examinée. Il décide que le Haut Conseil de sécurité sera réuni de manière périodique, à chaque fois que la situation l'impose.
Ainsi, le 1er mars 2020, le 23 mars 2020, le 16 mai 2020, le 10 juin 2020, le 2 août 2020, le 4 janvier 2021 et le 21 février 2021, le HCS s'est réuni pour traiter essentiellement du sujet de la pandémie de Covid-19 en Algérie.
Le 6 avril 2021, le HCS traite de la préparation des élections législatives du 12 juin 2021, il s'est également penché sur « les actes subversifs et les graves dérapages émanant de milieux séparatistes et de mouvances illégales proches du terrorisme, qui exploitent les marches hebdomadaires ».
Le 18 mai 2021, le HCS classe l’association islamiste Rachad et le Mouvement pour l'autodétermination de la Kabylie (MAK) comme « organisations terroristes ».
Le 8 juin 2021, le HCS traite de la préparation des élections législatives du 12 juin 2021.
Le 4 août 2021, le HCS traite des situations sécuritaire et sanitaire, ainsi que des préparatifs pour les prochaines échéances locales.
Le 18 août 2021, une réunion du HCS est consacré aux feux de forêts qui ont ravagé le pays et « aux actes hostiles incessants perpétrés par le Maroc et son allié, l'entité sioniste, contre l'Algérie ». Le 24 août 2021, l'Algérie annonce via son ministre des Affaires étrangères la rupture de ses relations diplomatiques avec le Maroc.
Le 22 septembre 2021, le HCS décide de « la fermeture immédiate de l'espace aérien de l'Algérie à tous les aéronefs civils et militaires marocains ainsi qu'à ceux qui portent un numéro d'immatriculation marocain ».
Le 7 octobre 2021, puis le 5 janvier 2022, le Haut Conseil de Sécurité se réunit, afin d'évaluer la « situation générale dans le pays », les communiqués de la Présidence de la République ne fournissant pas plus de détails. Le Conseil se réunit de nouveau le 31 mai 2023, le 30 août 2023, et le 17 avril 2024, le 26 septembre 2024.
En 2025, alors que les relations entre la France et l'Algérie se détériorent, le Haut Conseil de Sécurité se réunit à deux reprises en moins de deux mois. La première réunion a lieu le 9 janvier, suivie d'une seconde le 27 février, juste après un ultimatum formulé par la France concernant le rapatriement de ressortissants sous OQTF, ainsi que la mention d'une éventuelle rupture unilatérale de l'accord franco-algérien de 1968.